# Gravesia lutea
Gravesia lutea là một loài thực vật có hoa trong họ Mua. Loài này được (Naudin) H. Perrier mô tả khoa học đầu tiên năm 1942.